# Konstantin Fjodorowitsch Litke
Graf Konstantin Fjodorowitsch Litke (russisch Константин Фёдорович Литке, wiss. Transliteration: Konstantin Fëdorovič Litke, auch Konstantin Fjodorowitsch Lütke; * 25. August 1837 in Sankt Petersburg; † 17. September 1892 in Stuttgart) war ein russischer Marineoffizier, Forschungsreisender und Geograph. Sein Vater, Admiral Fjodor Petrowitsch Lütke, war ebenfalls ein bekannter russischer Marineoffizier, Weltumsegler, Forschungsreisender und Geograph.
Litke trat am 15. September 1853 als Junker (юнкер, entspricht einem Offizieranwärter) in die Baltische Flotte der Kaiserlich Russischen Marine ein. Am 19. Juni 1854 trat er an Bord der Fregatte Aurora seine erste größere Schiffsreise an, die ihn von Kronstadt über Kap Hoorn nach Kamtschatka führte. Litke zeichnete sich bei der Verteidigung Petropawlowsks aus und wurde für seine Tapferkeit zum Mitschman befördert. Am 6. April 1855 lief die Aurora mit Litke an Bord in das Mündungsgebiet des Amur aus. Am 6. Mai kam es in der Tschichatschow-Bucht (Залив Чихачёва) zu einem Feuergefecht mit britischen Schiffen, die dort ein Kommando anlanden wollten. Ende des Jahres kehrte Litke über Sibirien nach Sankt Petersburg zurück.

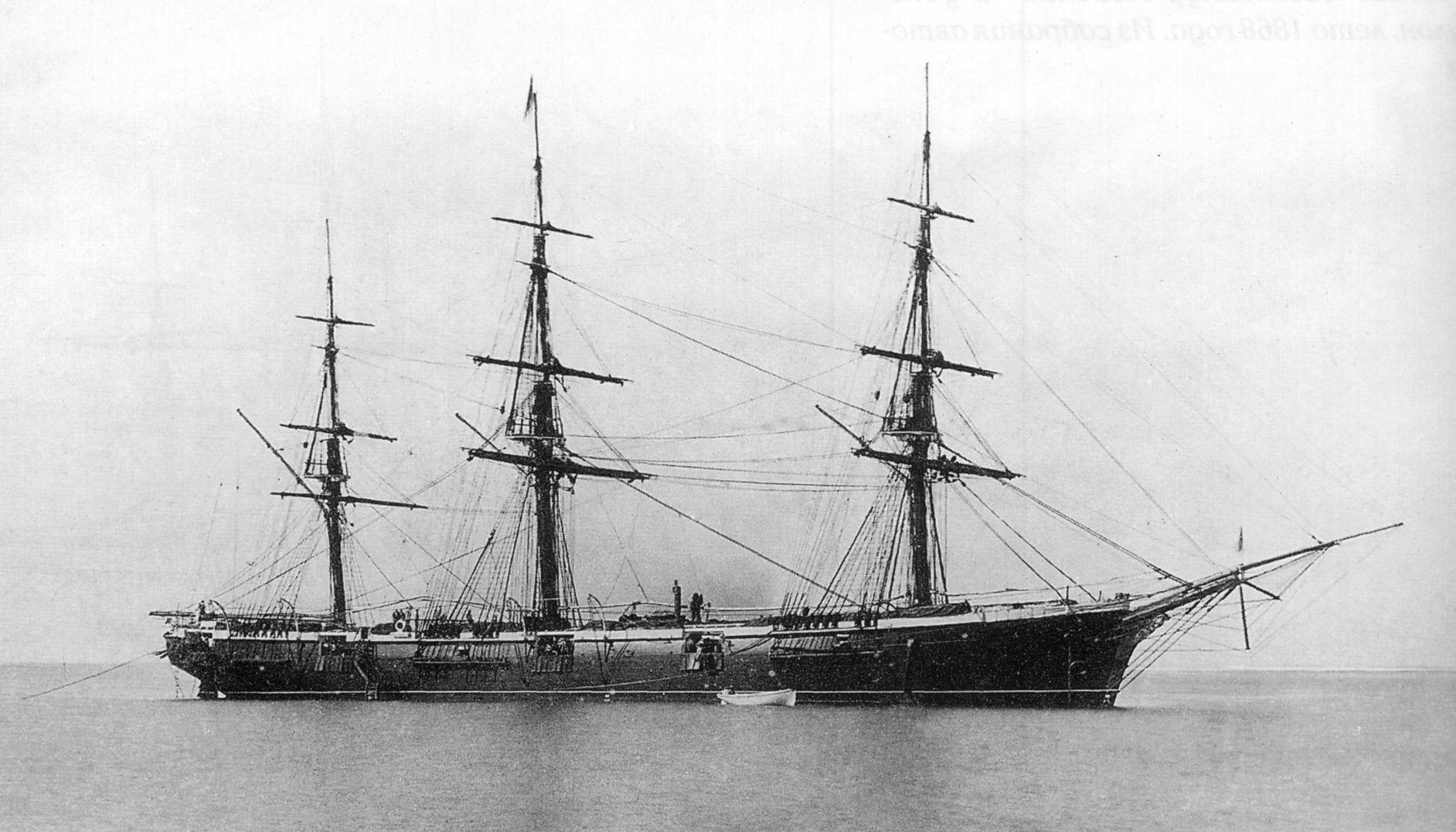
Schraubenfregatte Askold

Ab 1856 diente Litke auf der Schraubenfregatte Askold. An Bord des Schiffes fuhr er 1857–1860 von Kronstadt über das Kap der Guten Hoffnung bis nach Japan und auf gleichem Wege wieder zurück. Danach schlossen sich Einsätze auf verschiedenen Schiffen an.

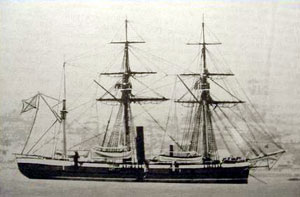
Kanonenboot Gornostai

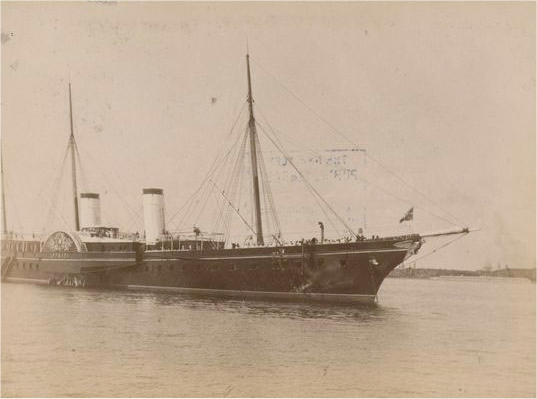
Yacht Derschawa

Im Jahr 1865 erhielt Litke sein erstes Kommando. Er führte das Kanonenboot Gornostai von Kronstadt über den Atlantik, die Magellanstraße und den Pazifik in das Mündungsgebiet des Amur. Nachdem das Boot 1867 den Fernen Osten erreicht hatte, reiste Litke über Sibirien wieder nach St. Petersburg zurück und wurde nach seiner Ankunft zum Kapitan-Leitenant befördert. Am 21. Dezember 1871 wurde Litke zu den Gardeeinheiten der Flotte kommandiert. 1873 erhielt er ein weiteres Kommando, diesmal über die Korvette Alexander Newski (Александр Невский). Von 1877 bis 1878 war er Kommandant der schwimmenden Batterie Kreml. Danach, am 1. Januar 1879, wurde er zum Kapitän 1. Ranges befördert, am 20. April des Jahres erfolgte seine endgültige Versetzung zu den Gardeeinheiten der Flotte. Litke übernahm das Kommando über die kaiserliche Jacht Derschawa (Держава).
Am 24. November 1880 übernahm Litke das Amt des Vizedirektors der Inspektionsabteilung des Marineministeriums. Ab März 1883 war er Vertreter des russischen Marineministeriums in Italien und Österreich.
Am 18. April 1888 schied Litke aus dem aktiven Dienst aus und wurde am 24. April 1888 zum Konteradmiral befördert. Er verstarb in Stuttgart und wurde in Sankt Petersburg auf dem lutherischen Wolkowski-Friedhof bestattet.
Litkes Bedeutung als Geograph begründet sich nicht durch aufsehenerregende Entdeckungen, sondern durch die genaue Vermessung und Erforschung der Küstengebiete des russischen Fernen Ostens.